# Galina Peshkova
Galina Aleksándrovna Peshkova (en ruso: Галина Александровна Пешкова; n. 1930) es una botánica rusa.

## Algunas publicaciones

### Libros
- 2001.  Flora of Siberia: Cyperaceae. ISBN 1-57808-102-5
- 2003.  Portulacaceae - Ranunculaceae. Ed. Science Pub Inc. 312 pp. ISBN 1-57808-105-X
- 2006.  Flora Of Siberia: V. 10: Geraniaceae - Cornaceae. Ed. Science Publishers. 314 pp.
- Polozhij, av; ga Peschkova. 2007. Flora of Siberia: Solanaceae - Lobeliaceae. Ed. Science Publishers. 222 pp. ISBN 1-57808-111-4

- La abreviatura «Peschkova» se emplea para indicar a Galina Peshkova como autoridad en la descripción y clasificación científica de los vegetales.[2]